# Marianne Hütel
Marianne Hütel, geborene Graichen, geschiedene Heinrich, (* 10. März 1911 in Zwickau; † 25. Juni 1983 ebenda) war eine erzgebirgische Heimatdichterin und Mundartsprecherin.

## Leben
Ihr Vater war Bahnbeamter und sang im Zwickauer Eisenbahnerchor. Im Alter von dreißig Jahren trat sie öffentlich in Krankenhäusern und Lazaretten in Zwickau und Umgebung mit Mundartbeiträgen auf. In zweiter Ehe heiratete sie den Lehrer Walter Hütel aus Wildbach, der am Ende des Zweiten Weltkrieges sein Leben verlor.
Nach dem Krieg war Hütel Gründerin der „Zwickauer Kohlmeisen“ und seit 1950 Mitglied bzw. Sprecherin der „Willy-Kaltofen-Gruppe“ aus Sehma. Bei ihren Auftritten brachte sie auch eigene Gedichte und Lieder zu Gehör und wurde deshalb auch als Künderin des Erzgebirges in Wort und Lied bezeichnet.

## Werke
Mehrere Publikationen in den „Erzgebirgischen Weihnachtsbüchlein“ und in der Zeitschrift des Erzgebirgsvereins „Glückauf“.
Ihr Beerliedel erschien als Liedpostkarte.